# 羅州非常滑走路
羅州非常滑走路（ナジュひじょうかっそうろ）は、大韓民国全羅南道羅州市山浦面にある非常滑走路である。道路上の一部区間を道幅の広い直線区間とすることにより、軍用機の離着陸を可能としたもので、山浦非常滑走路とも呼ばれる。
光州所在の韓国空軍第1戦闘飛行団の管轄であるが、1997年に離着陸訓練が行われて以降、10年以上にわたって訓練は実施されていない。
道幅が広く、駐機場として広い面積が確保されていることから、各種の行事にも利用されている。2004年には対北支援物資を輸送するトラックの出発式会場として使用され、2007年には麗水国際博覧会の誘致広報活動として駐機場部分に巨大なモザイク画を制作する行事が行われた。
一方で、軍用や道路としての利用低下に伴い、さまざまな問題が発生している。2006年頃には一部の住民が路上に堆肥や建築廃材を野積みにする状況が常態化し、異物の混入によりエンジンが故障するおそれがあることから、軍用機の離着陸は不可能となった。堆肥の放つ異臭もあり、通行にも支障が出るようになった。空軍はこれらの障害物の除去命令を出し、また滑走路周辺で美化活動を実施するなど対策を行った。
進入する車両による事故も多い。投棄物の存在や路面の陥没といった悪条件に加え、改造車を連ねて集団で進入しレースを行うなど、暴走目的で進入する車両もあり、事故が頻発している。車両同士の事故の場合、煩雑な事故処理を嫌って運転者同士が現場で示談にすることも多く、実態は正確には把握されていない。
こういった問題は管轄が複雑であることから取り締まりも行き届かず、根本的な解決には至っていない。
座標: 北緯35度02分38秒 東経126度48分26秒 / 北緯35.0440015度 東経126.8072675度